# حزب العمال (مقدونيا)
حزب العمال (باللغة المقدونية:Работничка партија رابوتنيكا بارتيا) هو حزب سياسي في جمهورية مقدونيا. في الانتخابات النيابية 1998 روبيه قدم قائمة ب 35 مرشحا برئاسة غيورو كيشكيك، وحصل على 1528 صوتا (0.14 ٪).